# Borborema (São Paulo)
Borborema é um município brasileiro do estado de São Paulo. Sua população, conforme estimativas do IBGE de 2020, era de 16 164 habitantes. O município é formado pela sede e pelo distrito de Vila Orestina.

## Toponímia
O topônimo "Borborema" é originário do termo tupi ybymbore'yma, que significa "terra sem habitantes" (yby, terra + mbora, povo + e'yma, sem).

## História
O município de Borborema tem, como fundadores, o major José Claudino do Nascimento, família Lima, a família Flávio Simões (oriunda da cidade de Dourado) e as famílias Rosa e Pizzolante, que, em 12 de maio de 1902, instalaram na região e deram origem ao patrimônio (livro do municípios do Estado de São Paulo) com documentação tombada no arquivo Nacional dos Municípios do Estado de São Paulo e do Brasil. o major Claudino do Nascimento doaram 20 alqueires de suas terras para a formação do Patrimônio de São Sebastião e a construção da capela no centro do município. O riacho que cruza a cidade recebeu o nome de "Ribeirão dos Fugidos", em referência a um pequeno quilombo de escravos fugidos que existia perto do riacho. Borborema era denominada de Vila do Ribeirão dos Fugidos até 1909, quando passou para o nível de distrito, recebendo, então, o nome de "Borborema".
Em 19 de dezembro de 1925, desmembrou-se de Itápolis e passou para o nível de município, então com 500 habitantes. Mas passou a ter os poderes definitivamente instalados apenas em 21 de março de 1926.
Borborema teve um crescimento lento até a década de 1930, quando passou a ter um acelerado crescimento econômico e populacional, tornando-se uma das cidades mais importantes da região. Foi o período do algodão, cujo auge ocorreu na década de 1940. As fazendas de propriedade dos Flavio Simões e outros agropecuaristas da região embarcavam toda sua produção de algodão e também todo o gado para o abatedouro do Frigorífico Wilson, em Campinas, para corte, posteriormente para São Paulo. Foi naquele período que a estrada de ferro trouxe muito progresso ao município: a Estrada de Ferro Douradense, vinda de Dourado e São Carlos e que foi fundamental na recuperação do município, juntamente com a cultura do café e do gado nas fazendas da região. O município cresceu e ficou sendo referência no Estado de São Paulo na produção de algodão, leite e gado de corte.
Com a Segunda Guerra Mundial (1939-1945) e a perseguição aos imigrantes japoneses (Shindo Renmei) e italianos (fascistas), a cultura do algodão declinou e a população da cidade diminuiu sensivelmente.

## Geografia
Localiza-se a uma latitude 21º37'11" sul e a uma longitude 49º04'25" oeste, estando a uma altitude de 429 metros. Possui uma área de 552,604 km² e faz divisas com os municípios de Novo Horizonte, Itápolis, Ibitinga e Itajobi.

### Hidrografia
- Rio Tietê.
- Ribeirão dos Porcos.
- Ribeirão dos Fugidos.
- Ribeirão Espírito Santo.
- Ribeirão Fugidinho.

### Rodovias
- SP-304/SP-321 Rodovia Estadual.
- SP-333 Rodovia Estadual.
- BBR-350 Estrada Municipal que liga Borborema ao Município de Novo Horizonte (Estrada do Bairro E. Porto Ferrão).
- BBR-040 Estrada Municipal que liga Borborema a SP-321 Município de Itajobi (Estrada da Luz).
- BBR-010 Estrada Municipal que liga Borborema ao Município de Itápolis (Estrada do Bairro Três Barras).
- BBR-020 Estrada Municipal que liga Borborema ao Município de Ibitinga (Estrada do Bairro Tanquinho).
- BBR-353 Estrada Municipal que liga Borborema a Prainha do Juqueta (Estrada da Prainha).
- BBR-157 Estrada Municipal que liga Borborema ao Bairro Corguinho e ao Condomínio da Onça (Estrada Stefano Fabri).
- BBR-135 Estrada Municipal que liga a Rodovia SP-304 (Trecho Borborema) ao Bairro Pito Aceso e ao Bairro São João.
- BBR-450 Estrada Municipal que liga a Rodovia SP-333 (Trecho Borborema) ao Bairro Vila Orestina.
- BBR-127 Estrada Municipal que liga a Rodovia SP-333 (Trecho Borborema) ao Bairro da Queixada e ao Bairro da Queimada.

## Demografia
Dados do Censo - 2000
População Total: 15 454
- Urbana: 10 900
- Rural: 2 293
- Homens: 6 396
- Mulheres: 6 797

Densidade demográfica (hab./km²): 23,87
Mortalidade infantil até 1 ano (por mil): 16,29
Expectativa de vida (anos): 70,99
Taxa de fecundidade (filhos por mulher): 2,45
Taxa de Alfabetização: 87,96%
Índice de Desenvolvimento Humano (IDH-M): 0,771
- IDH-M Renda: 0,704
- IDH-M Longevidade: 0,767
- IDH-M Educação: 0,841

(Fonte: IPEADATA)

## Política e administração
- Prefeito: Vladimir Antonio Adabo (2021/2024)
- Vice-prefeito: Sheila Maria Gonçalves de Oliveira
- Presidente da Câmara: ?

## Economia
Borborema tem seu desenvolvimento ligado à agricultura e ao turismo, graças ao seu potencial em recursos hídricos (já que a cidade é banhada pelo Rio Tietê e vários afluentes) e sua forte indústria de bordados, que atraem pessoas de diversos estados do sul, sudeste e centro-oeste. A cidade possui os títulos estaduais de "Pérola Paulista" e "Capital do Civismo e Patriotismo" e se autodenominou "Território dos Enxovais e Bordados" devido às mais de 50 lojas e fábricas do gênero, atendendo a diversos turistas, lojistas e sacoleiros de todo o Estado de São Paulo e do Brasil. Aspira a tornar-se "Estância Turística de Borborema".
É uma das três cidades da Região de Governo de Araraquara reconhecidas pela Embratur como um pólo de turismo, juntamente com Araraquara e Ibitinga.

## Infraestrutura

### Comunicações
O sistema de telefones automáticos foi inaugurado na cidade em 1980 pela Telecomunicações de São Paulo (TELESP), que também implantou o sistema de discagem direta à distância (DDD) em 1982 com o código de área (0162).
Na década de 90 o código DDD da cidade foi alterado para (016), para padronização do sistema telefônico com a telefonia celular que estava sendo implantada em todo o estado.

### Saneamento
Borborema preocupa-se com seu meio ambiente, sendo hoje uma das raras cidades do Centro Paulista que trata 100% do esgoto e que possui o Selo de Município Verde/Azul.

## Religião
O Cristianismo se faz presente na cidade da seguinte forma:

### Igreja Católica
O município pertence à Diocese de Jaú.

### Igrejas Evangélicas
Entre as igrejas protestantes históricas, pentecostais e neopentecostais, encontram-se na cidade:
- Assembleia de Deus Ministério do Belém.[14][15]
- Congregação Cristã no Brasil.[16]